# Roriz (Chaves)
Roriz ist ein Ort und eine ehemalige Gemeinde (Freguesia) im portugiesischen Kreis Chaves. Die Gemeinde hatte 164 Einwohner (Stand 30. Juni 2011).
Am 29. September 2013 wurden die Gemeinden Roriz und Travancas zur neuen Gemeinde União das Freguesias de Travancas e Roriz zusammengeschlossen.